# Fürstentum Kastrioti
Das Fürstentum Kastrioti (albanisch: Principata e Kastriotit) war ein von 1389 bis 1444 bestehendes, vom Adelsgeschlecht der Kastrioti beherrschtes Fürstentum, das auf dem Gebiet des heutigen Staates Albanien lag. Es wurde 1389 von dem albanischen Adligen Gjon Kastrioti I. gegründet und danach von dem albanischen Nationalhelden Fürst Skanderbeg geführt.

## Entstehung
Gjon Kastrioti I. regierte ursprünglich nur in zwei kleinen Dörfern, die wahrscheinlich schon ein Wappen mit dem zweiköpfigen Adler als Symbol führten. In kurzer Zeit gelang es Gjon Kastrioti, seine Ländereien so zu erweitern, dass er der unangefochtene Herr Zentral-Albaniens wurde. Er heiratete Vojsava aus der Adelsfamilie der Branković, die ihm fünf Töchter gebar: Mara, die spätere Frau von Stefan Crnojević von Montenegro; Jela, sie wurde später die Ehefrau von Gjin (Gino) Musacchio; Angjelina (Angelina), die spätere Ehefrau von Vladan Arianit Komnenos Thopia; Vlajka war die spätere Frau von Stefano Maramonte Balšić; Mamica, die später Ehefrau von Karol Musacchio Thopia wurde; und auch vier Söhne: Repos, Stanisa (Stanislaus), Kostandin (Constantine) und Gjergj (George Kastrioti, später Skanderbeg genannt). Gjon Kastrioti gehörte – im Gegensatz zu anderen Fürsten der Region – zu denen, die sich gegen den ersten Einbruch des Osmanischen Reiches wehrten, jedoch war sein Widerstand größtenteils wirkungslos.
Um das Jahr 1420 hatte Gjon Kastrioti I. das Machtgebiet seines Fürstentums weit über die Region Mat von Prizren im Nordosten bis Lezha im Westen erweitert.
Nachdem der osmanische Sultan weit in sein Fürstentum eingedrungen war, verpflichtete sich Skanderbeg, Tribut an das Osmanische Reich zu zahlen. Um weiter im Amt als lokaler Herrscher des Fürstentums Kastrioti zu bleiben, mussten zur Sicherheit und als Pfand für seine Treue Gjergj Kastrioti (Skanderbeg) sowie seine drei Brüder am Hof des Sultans in Konstantinopel als Geiseln leben. Nach seiner Bekehrung zum Islam besuchte er die Kriegsschule in Edirne und führte viele Schlachten für das Osmanische Reich zum Sieg. Für seine militärischen Siege erhielt er den Titel Arnavutlu Iskender Bey (albanisch: Skënderbeu shqiptar, deutsch: Skanderbeg, Bedeutung: Bey Alexander der Albaner) als Vergleich mit der militärischen Brillanz von Alexander dem Großen.

## Das Fürstentum unter Gjergj Kastrioti
Gjergj Kastrioti führte als einer der besten Offiziere des osmanischen Reiches mehrere Feldzüge in Kleinasien wie auch in Europa, wofür ihn der Sultan zum General beförderte. Er selbst kämpfte mit seinen Truppen in einigen Feldzügen gegen Griechen, Serben und Ungarn; einige Quellen besagen auch, dass er in dieser Zeit geheime Verbindungen zu der Republik Ragusa, der Republik Venedig, zu Ladislaus V. von Ungarn, und Alfonso I. von Neapel gehalten habe. Sultan Murad II. verlieh ihm den Titel Wali und machte ihn damit zum Generalgouverneur. Am 28. November 1443 sah Skanderbeg seine Chance, als die Rebellen während einer Schlacht gegen die Ungarn von Johann Hunyadi in Niš und als Teil des Kreuzzuges von Warna in die Schlacht geführt wurden. Er führte die Armeen zusammen, unter anderem mit ca. 300 Albanern, die im Dienste der osmanischen Armee standen. Nach einem langen Marsch nach Albanien nahm er Kruja ein und wurde durch einen Brief des Sultans an den Gouverneur von Kruja, der beinhaltete, dass man ihm gewährte, das entsprechende Territorium zu kontrollieren, wieder zum Herrscher. Nach der Eroberung der Burg von Kruja schwor Skanderbeg dem Islam ab und ernannte sich zum Rächer seiner Familie und zum Herrscher des Landes. Er erhob die Flagge mit dem doppelköpfigen Adler zum Hoheitszeichen, ein altes Symbol verschiedener Kulturen auf dem Balkan (insbesondere im Byzantinischen Reich), dieses Symbol wurde später in der albanischen Flagge verwendet. Der vormalige Gouverneur, der nichts mit den Plänen Skanderbegs zu tun haben wollte, wurde bei seiner Flucht nach Edirne getötet. Skanderbeg verbündete sich daraufhin mit Gjergj Arianiti (geboren als Gjergj Arianit Komneni) und verheiratete seine Tochter Donika (geborene Arianiti Muzaka) mit jenem.

## Liga von Lezha
Nach der Einnahme von Kruja gelang es Skanderbeg in der Stadt Lezhë (siehe Liga von Lezha, 1444), alle albanischen Fürsten zu vereinigen. Der britische Historiker Edward Gibbon berichtete, dass die „Albaner eine kriegerische Rasse sind, die zusammen leben und gemeinsam mit ihrem Erbprinzen sterben“ und „in der Versammlung der Stände von Epirus, wurde Skanderbeg zum Anführer gewählt. Bei dem Krieg gegen die Türken musste sich jeder der einzelnen Verbündeten gleichmäßig beteiligen bzw. engagieren und seinen jeweiligen Anteil von Männern und entsprechenden Geld erbringen“. Mit der Unterstützung Skanderbegs und mithilfe der auf ihrem Territorium ausgebauten Festungen organisierten sie eine mobile Verteidigung, so dass die Osmanen sich mit ihren Truppen zurückziehen mussten, denn auf diese neue Guerilla-Taktik der Albaner waren sie nicht eingestellt.